# Berliner Theaterclub
Der Berliner Theaterclub e. V. ist ein gemeinnütziger Verein mit Sitz in Berlin, der zur Förderung des Interesses der Bevölkerung an kulturellen Veranstaltungen ermäßigte Eintrittskarten vermittelt und selbst Kulturveranstaltungen durchführt. Er hat derzeit rund 20.000 Mitglieder (Stand 2021).

## Aufgaben und Ziele
Der Berliner Theaterclub will alle Bevölkerungsschichten mit dem kulturellen Geschehen vertraut machen und sie für alle Bereiche des kulturellen Lebens gewinnen. Dazu vermittelt er verbilligte Theater- und Konzertkarten sowie verbilligte Karten für andere kulturelle Veranstaltungen. Außerdem werden eigene kulturelle Veranstaltungen zu niedrigen Eintrittspreisen durchgeführt. Es werden jährlich über 1000 Veranstaltungen aus den Bereichen Oper, Musical, Operette, Konzert sowie weitere Veranstaltungen des Berliner Kulturlebens angeboten.
Der Berliner Theaterclub kooperiert mit den meisten Berliner Kulturveranstaltern. Seine Mitglieder können sich aus einer Vielzahl von Veranstaltungen Karten aussuchen, die ihnen per Post zugesendet werden. Eine Verpflichtung zum Kauf von Karten im Sinne eines festen Abonnements oder eine Mindestabnahmepflicht besteht nicht.
Die Mitglieder erhalten das monatliche Magazin „Bühnenrundschau“, das alle Angebote des Clubs mit den relevanten Daten zu den Veranstaltungsangeboten auflistet. Weiterhin erhalten freiwillig registrierte Mitglieder Informationen über besondere Highlights, zu Restkarten und besonderen Angeboten mittels eines elektronischen Newsletters.
Außerdem wird jährlich die Auszeichnung Goldener Vorhang sowie in unregelmäßigen Abständen die Iffland-Medaille verliehen.

## Geschichte
Am 24. September 1967 gründeten Otfried Laur, seine Frau Reni und weitere von diesem Vorhaben begeisterte Berliner im Bezirk Charlottenburg den Berliner Theaterclub e. V. Bereits in seiner Schulzeit war Otfried Laur als Vertreter des Theaters tätig und versorgte seine Mitschüler mit Theaterkarten. Auch nach seinem Schulabschluss bestand weiterhin die Nachfrage der ehemaligen Mitschüler nach günstigen Theaterkarten. Für den Christlichen Gewerkschaftsbund gründete Laur dann einen Theaterdienst. Der stetig steigende Umfang dieser Tätigkeit musste allerdings alsbald auf eine tragfähige Grundlage gestellt werden und so widmete sich der ausgebildete Bankkaufmann fortan vollständig der Theaterarbeit.
Der Zweck des Berliner Theaterclubs war es schon damals, alle Bevölkerungsschichten mit dem kulturellen Geschehen vertraut zu machen und für alle Bereiche des kulturellen Lebens zu gewinnen. Dabei sollten die Mitglieder von Anfang in die Lage versetzt werden, sich ihre gewünschten Aufführungen, möglichst auch am gewünschten Tag, selber auszusuchen. Ein derartiges Angebot war bei damaligen Organisationen eher unüblich. Oftmals wurde eher nach dem Prinzip der zufälligen Zuteilung von Karten verfahren.
Da das Konzept überzeugte, nahm der Berliner Theaterclub in den 1970er und 1980er Jahren eine rasante Entwicklung. Einer der Höhepunkte, aber auch die größte Herausforderung war die Deutsche Wiedervereinigung. Dabei gelang es bereits relativ kurz nach dem Fall der Mauer, ein Gesamtberliner Programm – unter Einbeziehung von sehr vielen Spielstätten aus dem östlichen Teil der Stadt – zu präsentieren. Die stark steigenden Mitgliederzahlen machten den Berliner Theaterclub zur größten Besucherorganisation seiner Art in der Region.
Von Beginn an wurde der Clubgedanke durch Sonderveranstaltungen, Theaterpartys und Clubreisen – immer unter der Führung von Reni Laur – besonders gefördert. Der alljährliche Theaterball war eine herausragende und vielbeachtete Veranstaltung der jährlichen Ballsaison.
Zum 50-jährigen Jubiläum im Jahr 2017 fand eine Gala-Veranstaltung in der Deutschen Oper Berlin statt; unter anderem unter Mitwirkung des Orchester der Deutschen Oper Berlin unter der Leitung von Donald Runnicles sowie Künstlern wie Katharine Mehrling, Judy Winter, Bert Beel, Max Raabe und Ilja Richter.

## Goldener Vorhang und Iffland-Medaille
Der Berliner Theaterclub zeichnet jährlich einen von seinen Mitgliedern gewählten Künstler als beliebtesten Bühnenschauspieler der Saison mit dem Theaterpreis Goldener Vorhang aus.
Im Zusammenhang mit der Talk-Show „Frühstück mit Kost-Proben“ kam der damalige Moderator Horst Braun auf die Idee, analog zum Iffland-Ring die nach August Wilhelm Iffland benannte Iffland-Medaille zu stiften. Bei den Talk-Shows und anderen Veranstaltungen des Berliner Theaterclubs treten regelmäßig viele Bühnenkünstler auf. Als Erinnerung an die Veranstaltung und als Dankeschön wird den Künstlern die Iffland-Medaille in Silber überreicht, die auf der Vorderseite das Porträt von Iffland zeigt. Auf der Rückseite ist das Königliche Schauspielhaus am Gendarmenmarkt (heute Konzerthausorchester) abgebildet. Der Berliner Theaterclub würdigt mit der Iffland-Medaille Künstler und Kulturschaffende. An herausragende Künstler des Berliner Theaterlebens sowie Persönlichkeiten, die sich um das Berliner Theaterleben verdient gemacht haben, verleiht der Berliner Theaterclub die Iffland-Medaille in Gold.
Preisträger der Goldenen Iffland Medaille
- Boleslaw Barlog
- Horst-H. Filohn
- Götz Friedrich
- Curth Flatow
- Brigitte Grothum
- Dieter Hallervorden
- Barrie Kosky
- Thomas Langhoff
- Friedrich Luft
- Vladimir Malakhov
- Dagmar Manzel
- Ulrich Matthes
- Claus Peymann
- Horst Pillau
- Donald Runnicles
- Heribert Sasse
- Hans-Jürgen Schatz
- Dietmar Schwarz
- Bernd Wilms
- Klaus Wowereit

## Ehrenmitglieder
- Bert Beel
- Dagmar Biener
- Rita Feldmeier
- Klaus-Peter Grap
- Brigitte Grothum
- Edith Hancke †
- Reni Laur
- Otfried Laur
- Claudio Maniscalco
- Katharine Mehrling
- Vera Müller
- Horst Pillau †
- Hans-Jürgen Schatz
- Thomas Schendel
- Friedrich Schoenfelder †
- Klaus Sonnenschein †
- Achim Wolff
- Santiago Ziesmer

## Kulturpolitisches Engagement
Der Berliner Theaterclub engagierte sich für den Erhalt des traditionellen Metropol-Theaters sowie für den Erhalt der beiden Theater am Kurfürstendamm.

## Publikationen
- 20 Jahre Berliner Theater-Club. 1967–1987. Festschrift. Hrsg. und Verlag: Berliner Theaterclub, 1987
- 25 Jahre Berliner Theaterclub e. V. 1967–1992. Hrsg. und Verlag: Berliner Theaterclub, 1992
- Wulf Weidner: Mein Leben in Bildern – Otfried Laur. Begegnungen. Hrsg. und Verlag: Berliner Theaterclub, 2002
- 40 Jahre Berliner Theaterclub 1967–2007. Hrsg. und Verlag: Berliner Theaterclub, 2007
- 50 Jahre Berliner Theaterclub. Hrsg. und Verlag: Berliner Theaterclub, 2017